# José Roberto Cea
José Roberto Cea (Izalco, Sonsonate, 10 de abril de 1939) es un poeta y novelista salvadoreño. Director de la revista “La Universidad”, codirector de la revista “La Pájara Pinta”, secretario de Relaciones Públicas y Promoción Universitaria de la UES, miembro del Consejo Editorial del Consejo Superior Universitario (CSUCA) y jefe de Relaciones Públicas de la UES y ha ocupado diversos cargos relacionados con la Universidad de El Salvador.
En sus poemas se expresa a través de un rico léxico de palabras con las que manifiesta lo telúrico y lo mágico.

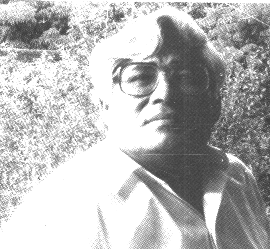
José Roberto Cea (Izalco, Sonsonate, 10 de abril de 1939) es un poeta y novelista salvadoreño.miembro de la Generación Comprometida. ha ocupado diversos cargos relacionados con la Universidad de El Salvador.

Uno de sus cuentos, titulado "El ausente no sale", sirvió para que la estatal Televisión Educativa realizara una breve producción fílmica (1983), que contó con un guion del escritor Ricardo Guevara y la actuación de Francisco Andrés Escobar.
Formó parte de la generación comprometida, movimiento literario de la década de 1950,  que motivó a la crítica literaria.
Entre sus méritos y premios recibidos se encuentran:
- Premio Internacional de Poesía del Círculo de Poetas escritores Iberoamericanos, New York 1965.
- Premio 15 de septiembre del Certamen Centroamericano, Ciencias Letras y Bellas Artes, 1965 y 1966.
- Premio de Poesía en el Certamen Latinoamericano Pablo Neruda, Perú 1974.
- Premio Internacional Rubén Darío en 1981.
- Primer Premio en Los Juegos Florales Agostinos, El Salvador 1998.[4]

En una entrevista Roberto Cea describe a la poesía como:
Lo bueno de la poesía es que nos da la certeza de que existimos, nos inserta en esa otra realidad de la cotidianidad, nos hace vivir más intensamente. Es que, con la realidad cotidiana de la gran mayoría, nos suturan; con la poesía nos insertamos en esta realidad para sostenerla, para resistir más…

## Obras.
- Letras I, II y III (Para los estudios de Bachillerato).
- Antología General de la poesía en El Salvador, (antología poética), 1971.
- Mester de Picardía (poesía erótica), 1977.
- Los Herederos de Farabundo (poesía); Premio Latinoamericano de Poesía Rubén Darío, Nicaragua, 1981.
- Ninel se fue a la Guerra (novela); Premio Froylán Turcios de Novela, Honduras, 1984.
- Los Pies Sobre la Tierra de Preseas..., (poesía) Premio Único de Poesía Certamen Latinoamericano de EDUCA, Costa Rica, 1984.
- Dime con Quien Andas y... (novela).
- En este Paisíto nos toco y no me corro (novela); Premio Guatemalteco de Novela, 1989.
- De la Pintura en El Salvador (Ensayo- Histórico-Crítico) 1986.
- De la Guanaxia Irredenta (Cuentos); Premio General Omar Torrijos Herrera en Cuento, del Certamen del Instituto Nacional de Cultura, 1987.
- Pocas i Buenas (Antología Poética).
- La Guerra Nacional (narrativa).
- El Cantar de los Cantares y Otros Boleros, (poesía), 1993
- Teatro en y de una Comarca Centroamericana; (Ensayo- Histórico-Crítico) 1993.
- Sihuapil Tatquetsali, (novela), 1997.
- La Generación Comprometida, (narrativa), 2002.
- El Cantantar de los Cantares y otros boleros, (poesía), 2003.[4]